# Театри України
Список театрів України подає єдиним переліком існуючі на теперішній час (весна 2010 року) театри України згідно з чинним адміністративним поділом держави. У переліку (неповному) наводяться як державні театри (за можливістю всі), так і народні, а також приватні.

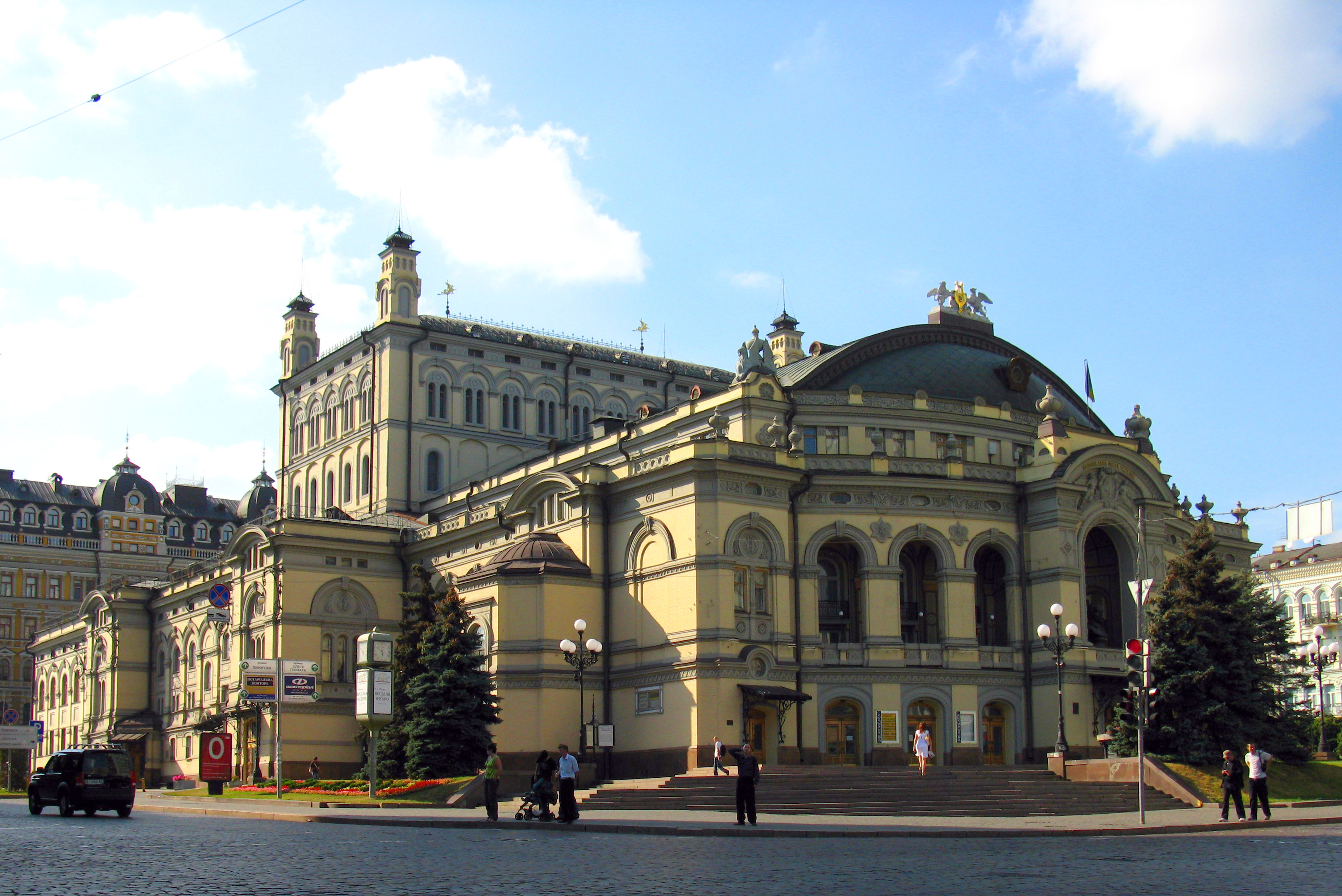
Національна опера України ім. Тараса Шевченка

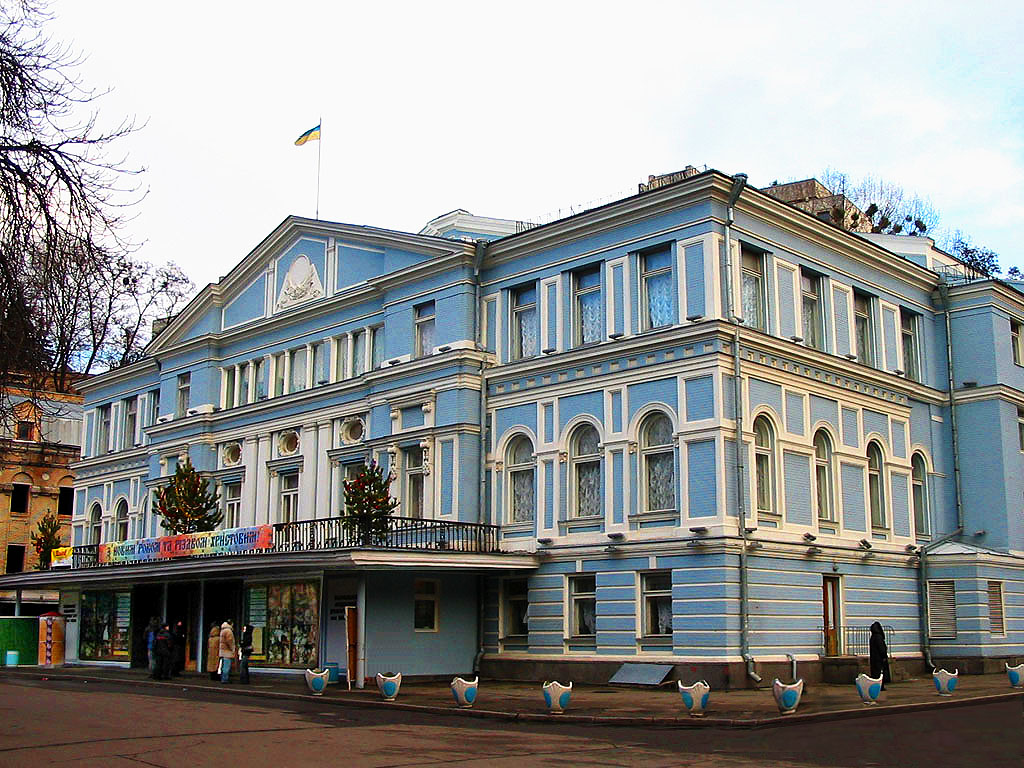
Національний академічний драматичний театр імені Івана Франка

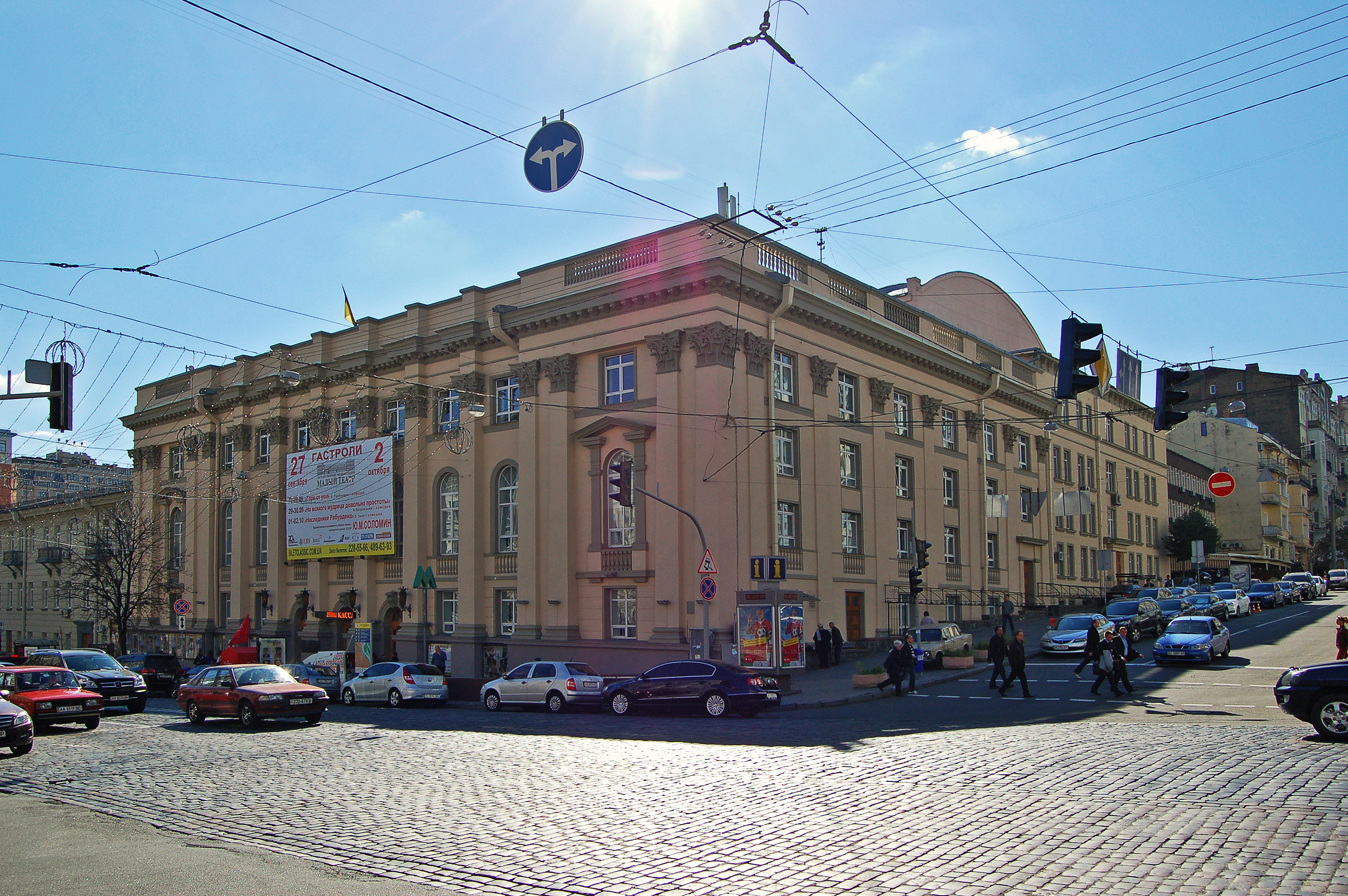
Національний академічний драматичний театр імені Лесі Українки

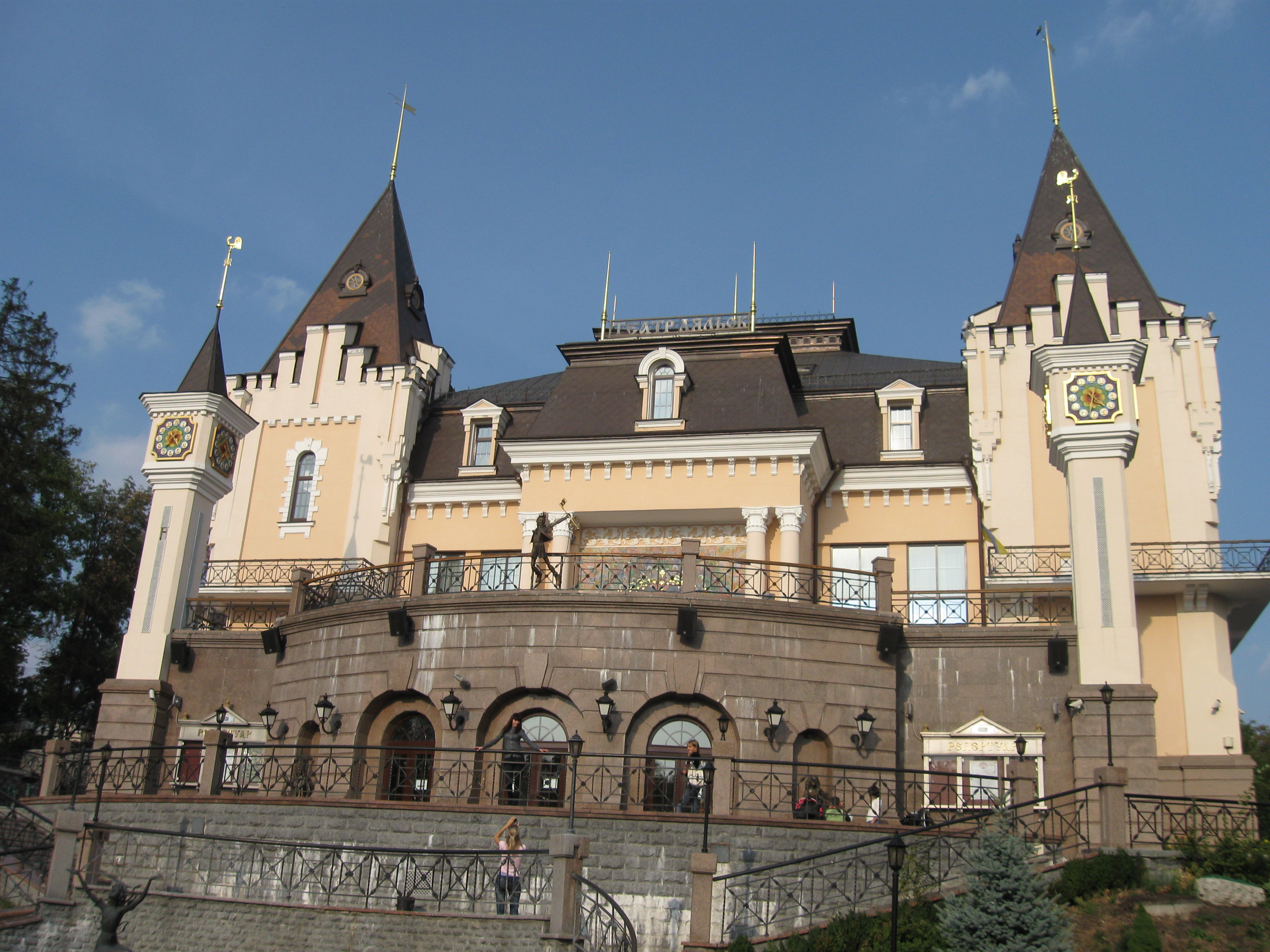
Київський державний академічний театр ляльок

## Київ
У державній власності:
- Національний академічний драматичний театр імені Івана Франка
- Національний академічний драматичний театр імені Лесі Українки
- Київський національний академічний Молодий театр
- Національний центр театрального мистецтва імені Леся Курбаса
- Національна опера України імені Тараса Шевченка
- Київський національний академічний театр оперети

У комунальній власності:
- Київський академічний театр драми і комедії на Лівому березі
- Київський академічний театр «Золоті ворота»
- Київський академічний драматичний театр на Подолі
- Київський академічний театр юного глядача на Липках
- Київський академічний театр «Колесо»
- Київський театр «Актор»
- Київська академічна майстерня театрального мистецтва «Сузір'я»
- Український малий драматичний театр
- Новий драматичний театр на Печерську
- Київський циганський театр «Романс»
- Київський академічний театр українського фольклору «Берегиня»
- Київський державний академічний театр ляльок
- Київський театр маріонеток

 У муніципальній власності: 
- Київський муніципальний академічний театр опери та балету для дітей та юнацтва
- Київський муніципальний академічний театр ляльок

 За межами сфери управління Міністерства культури України 
- Дикий Театр
- Театр «Особистості»
- Київський драматичний театр «Браво»
- Центр сучасного мистецтва «Дах»
- Театр-студія імпровізації «Чорний квадрат»
- Театр української традиції «Дзеркало»
- Київський камерний театр-студія «Дивний замок»
- Театральна майстерня Миколи Рушковського
- Молодіжний інтерактивний театр-студія «Міст»
- Театр Володимира Завальнюка «Перетворення»
- Театр на Михайлівській
- Театр «Срібний острів»
- Київський театр «Тисячоліття»
- PostPlay

## Севастополь
- Севастопольський академічний російський драматичний театр імені А. В. Луначарського
- Театр для дітей та молоді «На Великій Морській»
- Російський драматичний театр Чорноморського Флоту імені В. А. Лавреньова
- Севастопольський театр танцю під керівництвом В. А. Єлізарова

## Автономна Республіка Крим

### Сімферополь
- Кримський академічний російський драматичний театр імені Максима Горького
- Кримськотатарський академічний музично-драматичний театр
- Кримський академічний український музичний театр
- Кримський академічний театр ляльок
- Сімферопольський театр естрадного балету «Фенікс»

### Євпаторія
- Євпаторійський театр імені О. Пушкіна;
- дитячий театр Міжнародного дитячого центру-комплексу «Золотий ключик»;
- Театр-студія ляльок «Маріонетки»;

### Керч
- Керченський драматичний театр імені О. С. Пушкіна

### Феодосія
- Феодосійський драматичний театр

### Ялта
- Ялтинський театр імені А. П. Чехова

## Вінницька область

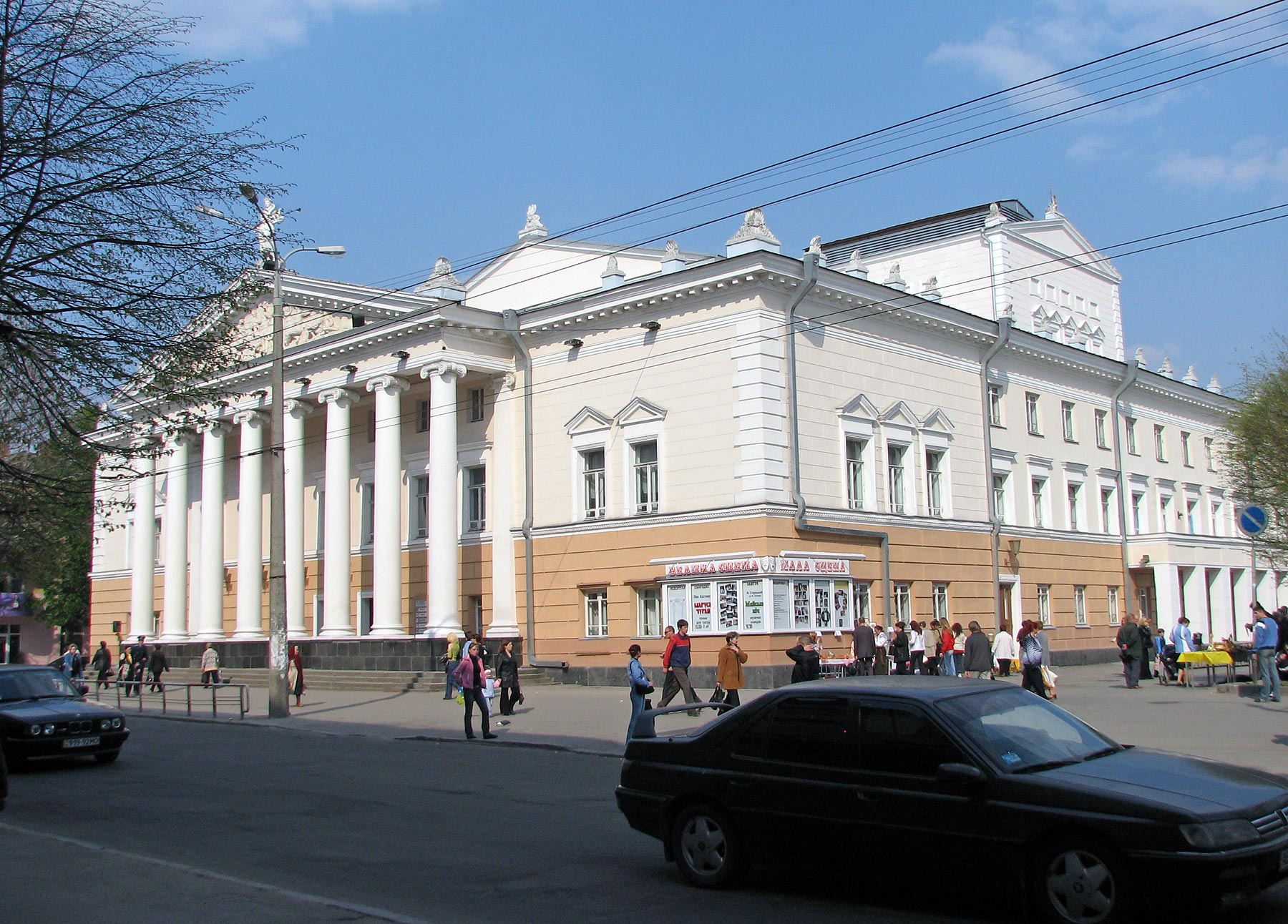
Вінницький державний академічний музично-драматичний театр імені М. Садовського

### Вінниця
- Вінницький державний академічний музично-драматичний театр імені М. Садовського
- Вінницький академічний обласний театр ляльок «Золотий ключик»

## Волинська область

Волинський обласний академічний музично-драматичний театр імені Т. Г. Шевченка

### Луцьк
- Волинський обласний академічний музично-драматичний театр імені Т. Г. Шевченка
- Волинський академічний обласний театр ляльок

## Дніпропетровська область

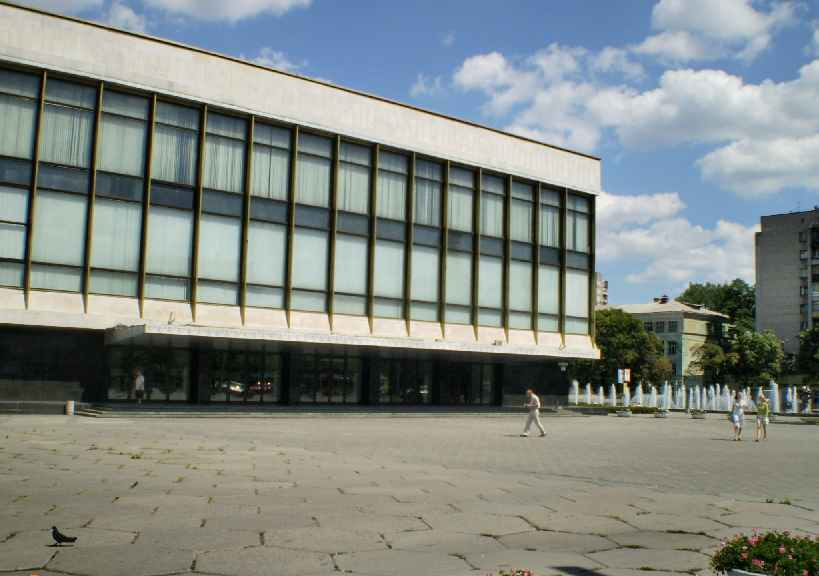
Дніпропетровський державний академічний театр опери та балету

### Дніпро
- Дніпровський академічний український музично-драматичний театр імені Тараса Шевченка
- Дніпровський академічний театр драми і комедії
- Дніпропетровський обласний молодіжний театр
- Дніпропетровський державний академічний театр опери та балету
- Дніпропетровський міський театр ляльок
- Театр одного актора «Крик»
- Дніпропетровський міський молодіжний театр «Віримо!»
- Дніпропетровський міський телевізійний театр
- Дніпропетровський міський театр «КВН ДГУ»

### Кам'янське
- Академічний музично-драматичний театр імені Лесі Українки міста Кам'янського

### Кривий Ріг
- Криворізький театр драми та музичної комедії імені Т. Г. Шевченка
- Криворізький міський театр ляльок
- Криворізький театр музично-пластичних мистецтв «Академія руху»
- Театр одного актору "AVE"

### Павлоград
- Павлоградський театр імені Б. Є. Захави

### Нікополь
- Нікопольський український народний музично-драматичний театр

## Донецька область

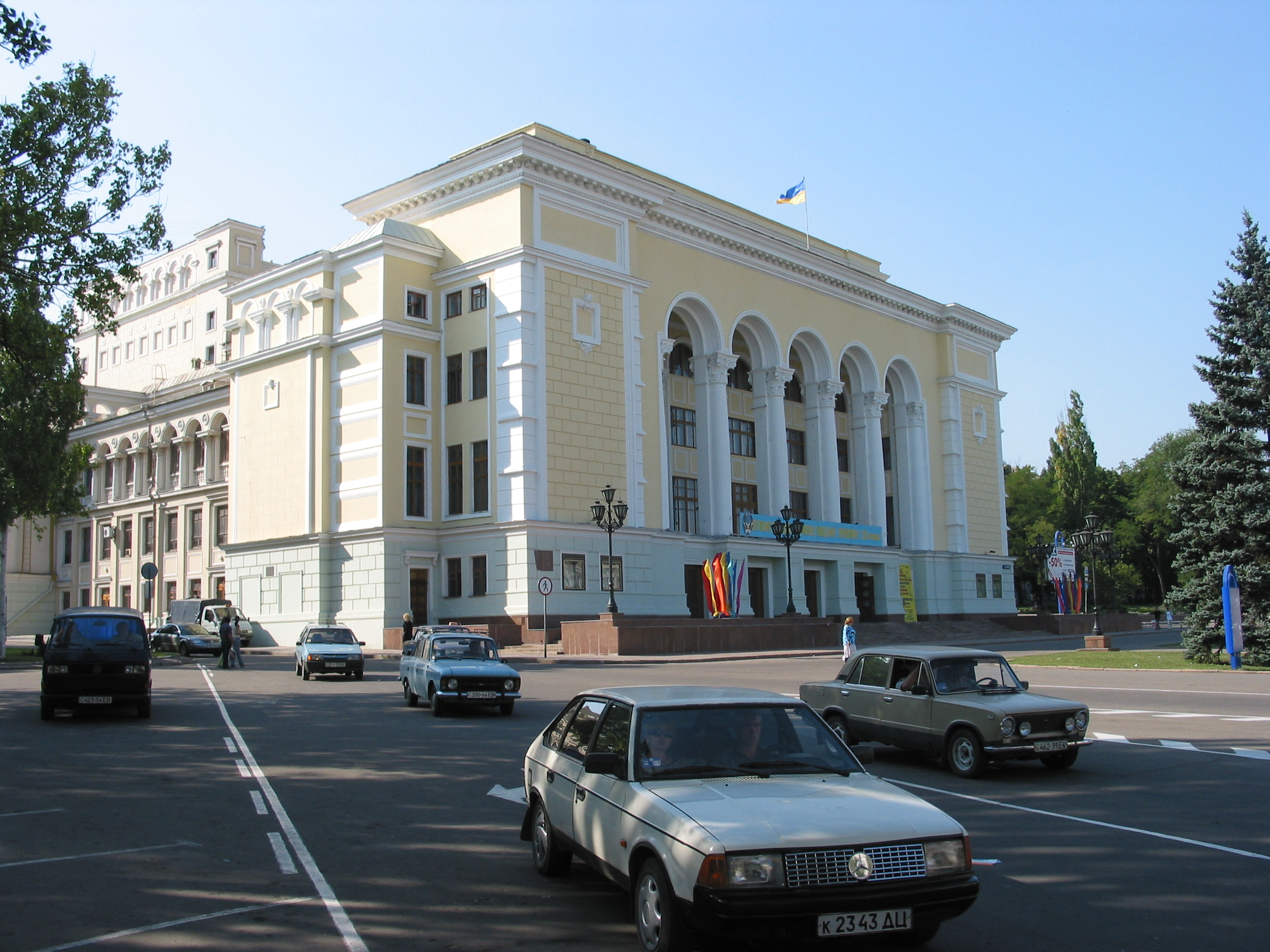
Донецький академічний державний театр опери та балету імені Анатолія Солов'яненка

### Донецьк
- Донецький академічний державний театр опери та балету імені Анатолія Солов'яненка
- Донецький академічний український музично-драматичний театр
- Донецький академічний обласний театр ляльок

### Маріуполь
- Донецький академічний обласний драматичний театр

### Горлівка
- Горлівський міський театр ляльок

### Макіївка
- Донецький обласний російський театр юного глядача

## Житомирська область

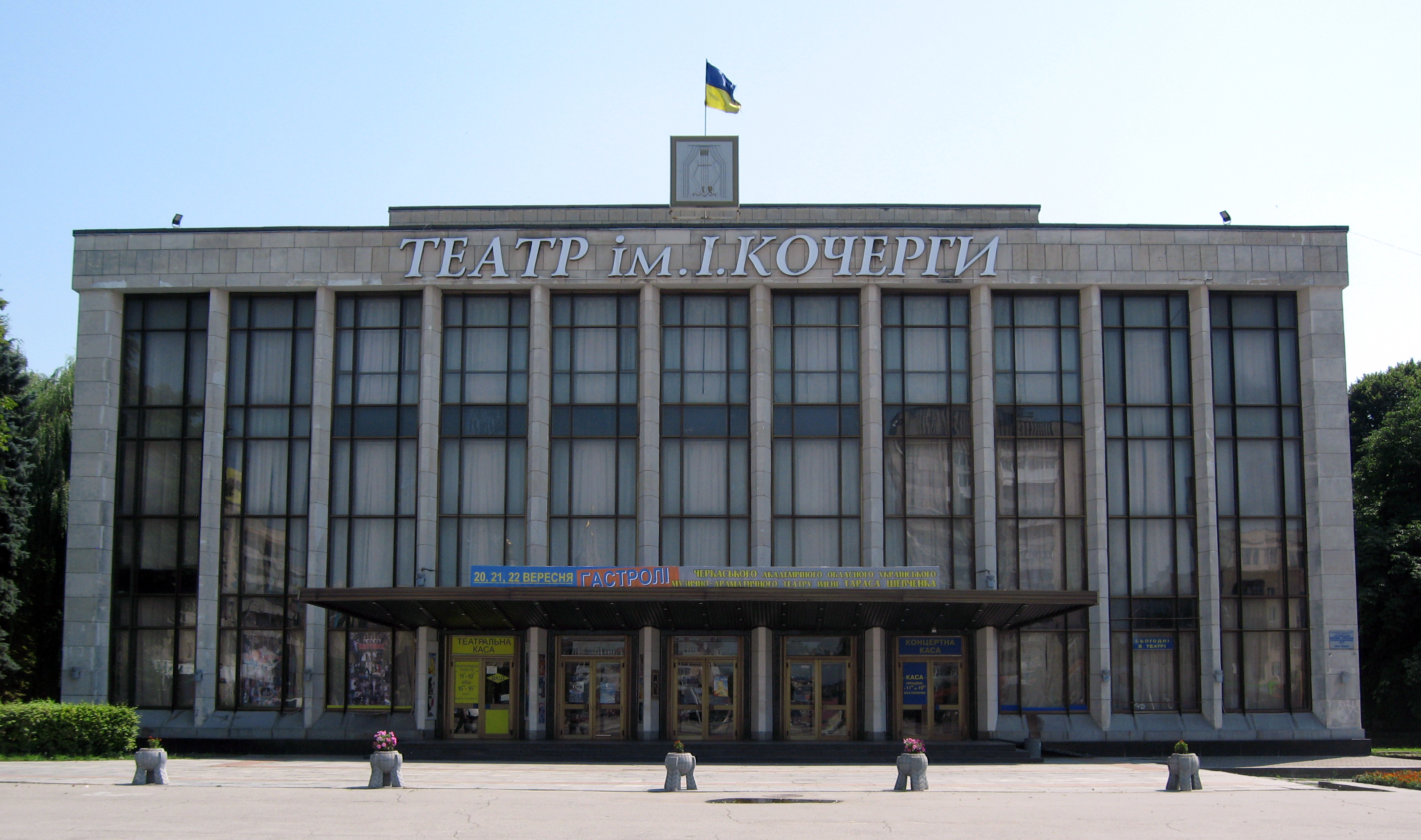
Житомирський обласний український музично-драматичний театр імені Івана Кочерги

### Житомир
- Житомирський обласний український музично-драматичний театр імені Івана Кочерги
- Житомирський академічний обласний театр ляльок

### Звягель
- Новоград-Волинський народний аматорський театр
- Новоград-Волинський народний молодіжний театр

## Закарпатська область

Закарпатський обласний державний український музично-драматичний театр

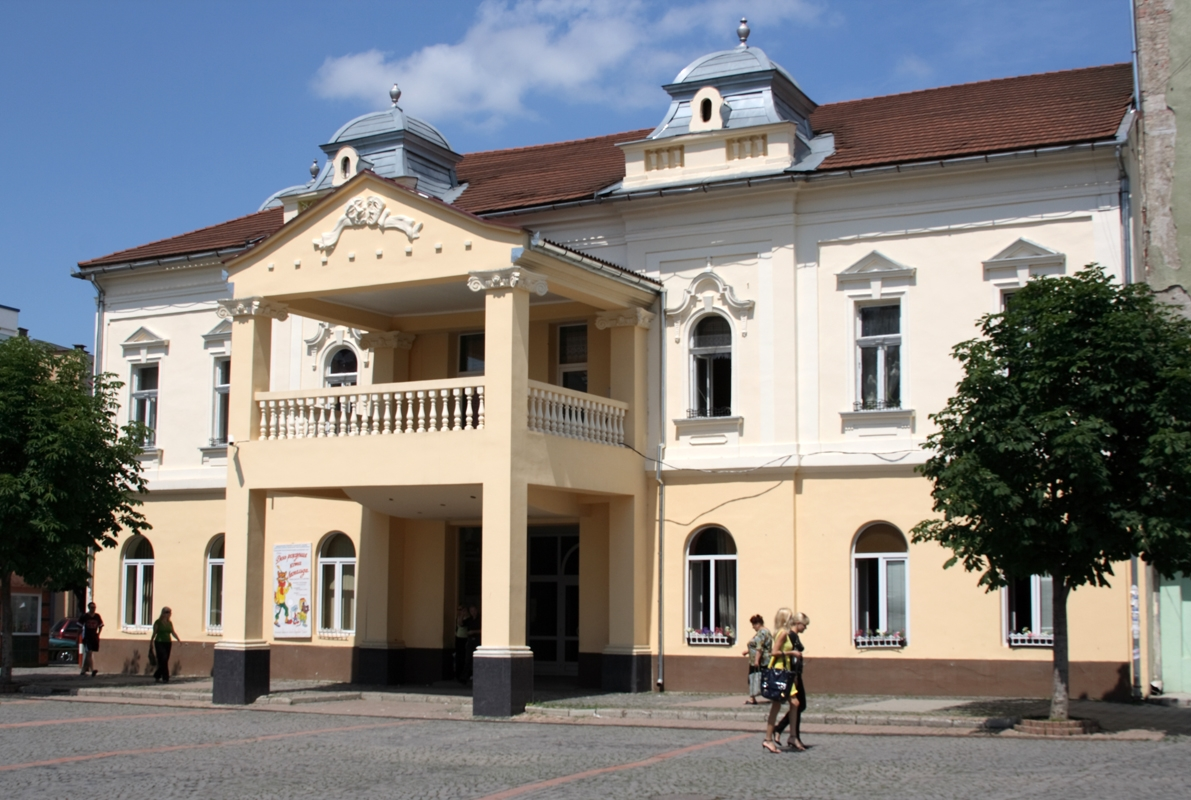
Мукачівський драматичний театр

### Ужгород
- Закарпатський обласний державний український музично-драматичний театр
- Закарпатський обласний театр ляльок «Бавка»

### Мукачево
- Мукачівський драматичний театр

## Запорізька область

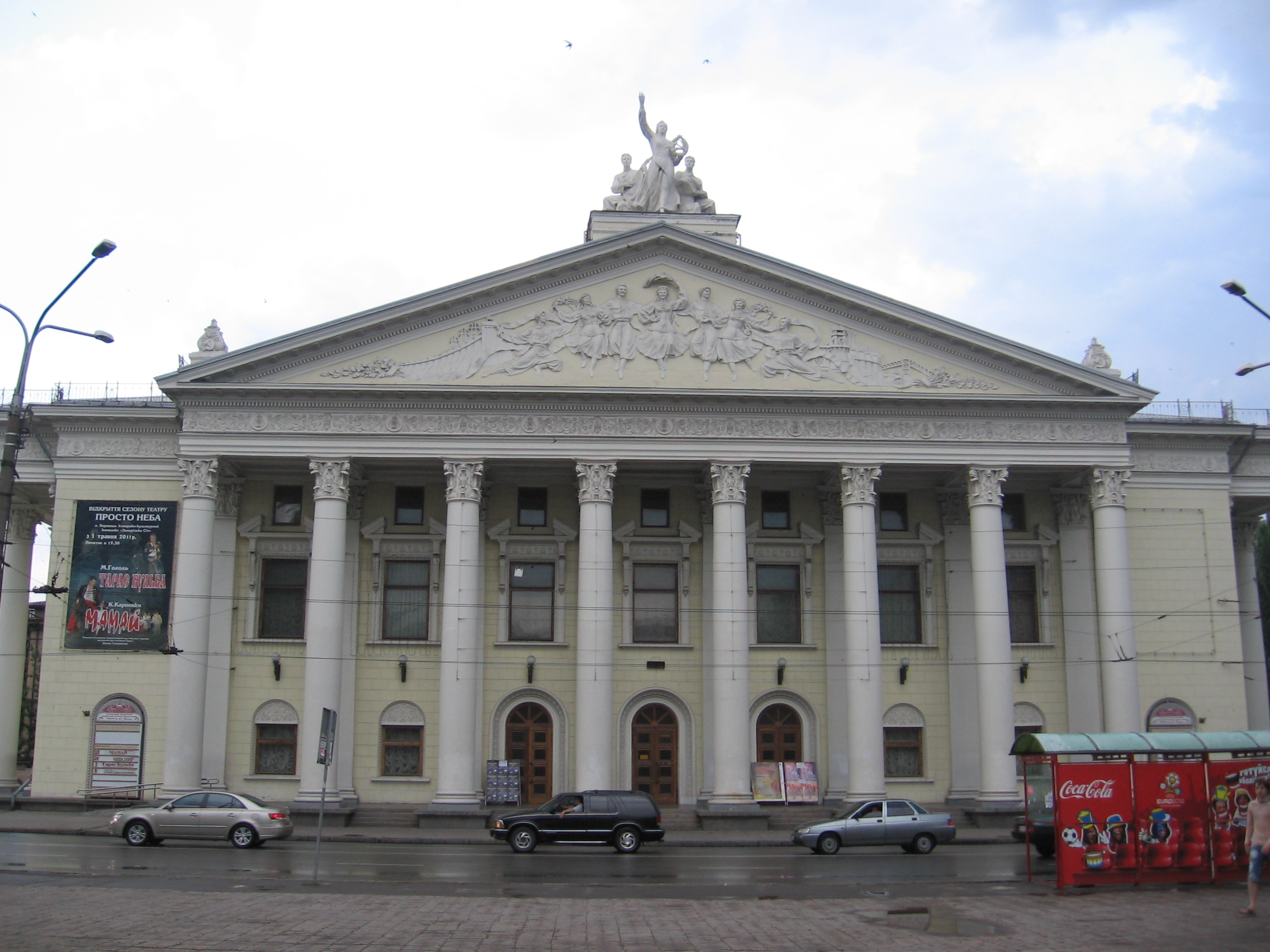
Запорізький академічний обласний український музично-драматичний театр імені В. Г. Магара

### Запоріжжя
- Запорізький академічний обласний український музично-драматичний театр імені В. Г. Магара
- Запорізький обласний театр юного глядача
- Запорізький обласний театр ляльок
- Запорізький муніципальній театр-лабораторія «VIE»
- Запорізький муніципальний театр танцю
- Запорізький дитячий театр «СВіЯ» (театр, в якому грають діти)

## Івано-Франківська область

### Городенка

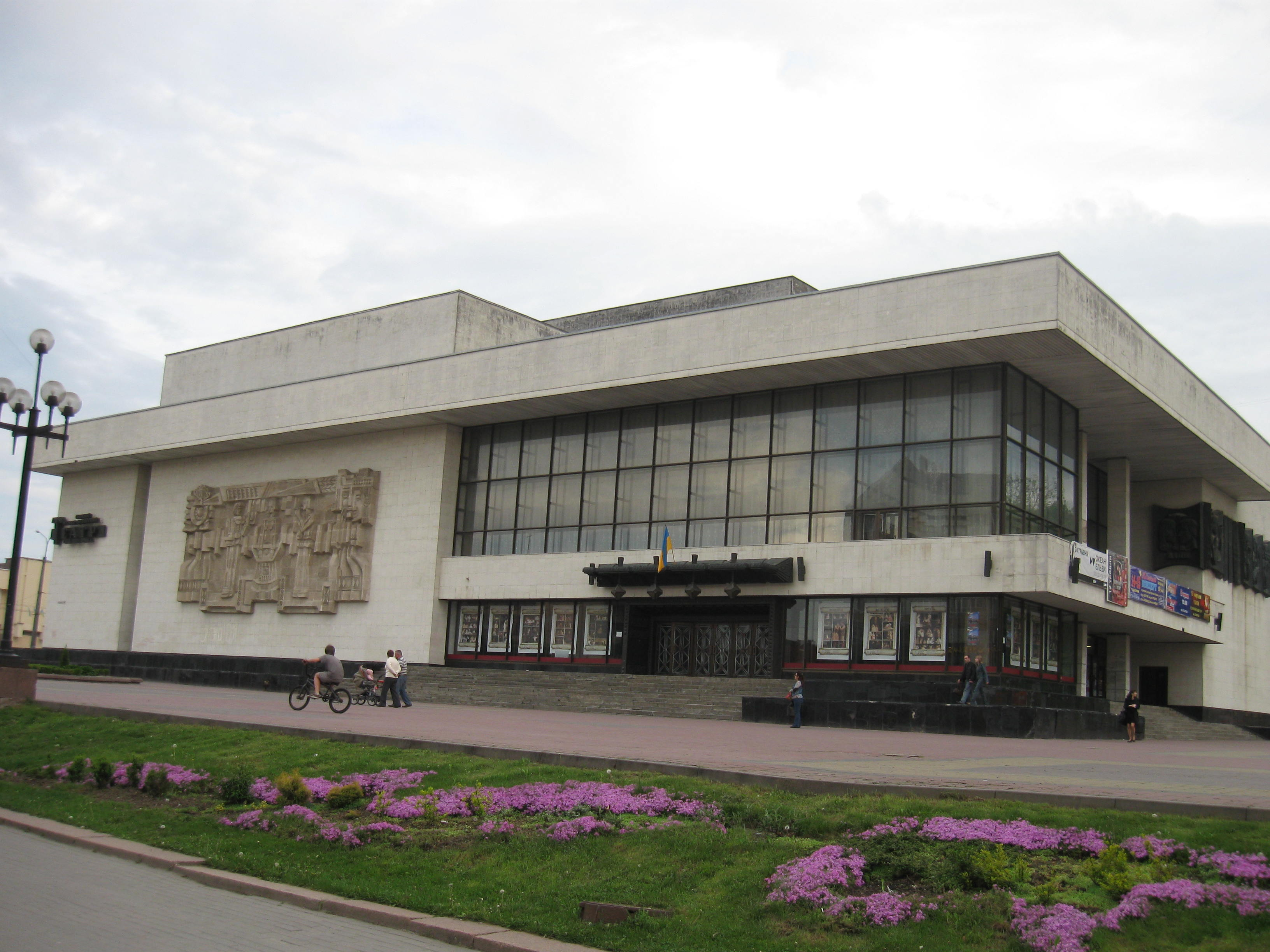
Івано-Франківський академічний обласний музично-драматичний театр імені Івана Франка

- Городенківський театр СУЧАСНИК

### Івано-Франківськ
- Івано-Франківський національний академічний обласний музично-драматичний театр імені Івана Франка
- Івано-Франківський академічний обласний театр ляльок ім. Марійки Підгірянки

### Коломия
- Коломийський академічний обласний український драматичний театр ім. І. Озаркевича

## Київська область

### Біла Церква
- Київський академічний музично-драматичний театр імені П. К. Саксаганського

## Кіровоградська область

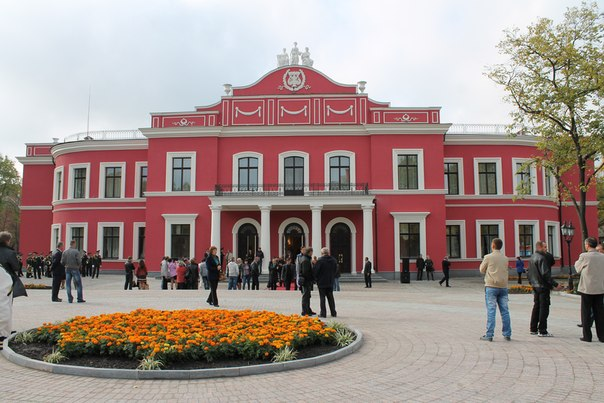
Кіровоградський академічний український музично-драматичний театр ім. М. Л. Кропивницького

### Кропивницький
- Кіровоградський академічний український музично-драматичний театр ім. М. Л. Кропивницького
- Кіровоградський обласний академічний театр ляльок

## Луганська область

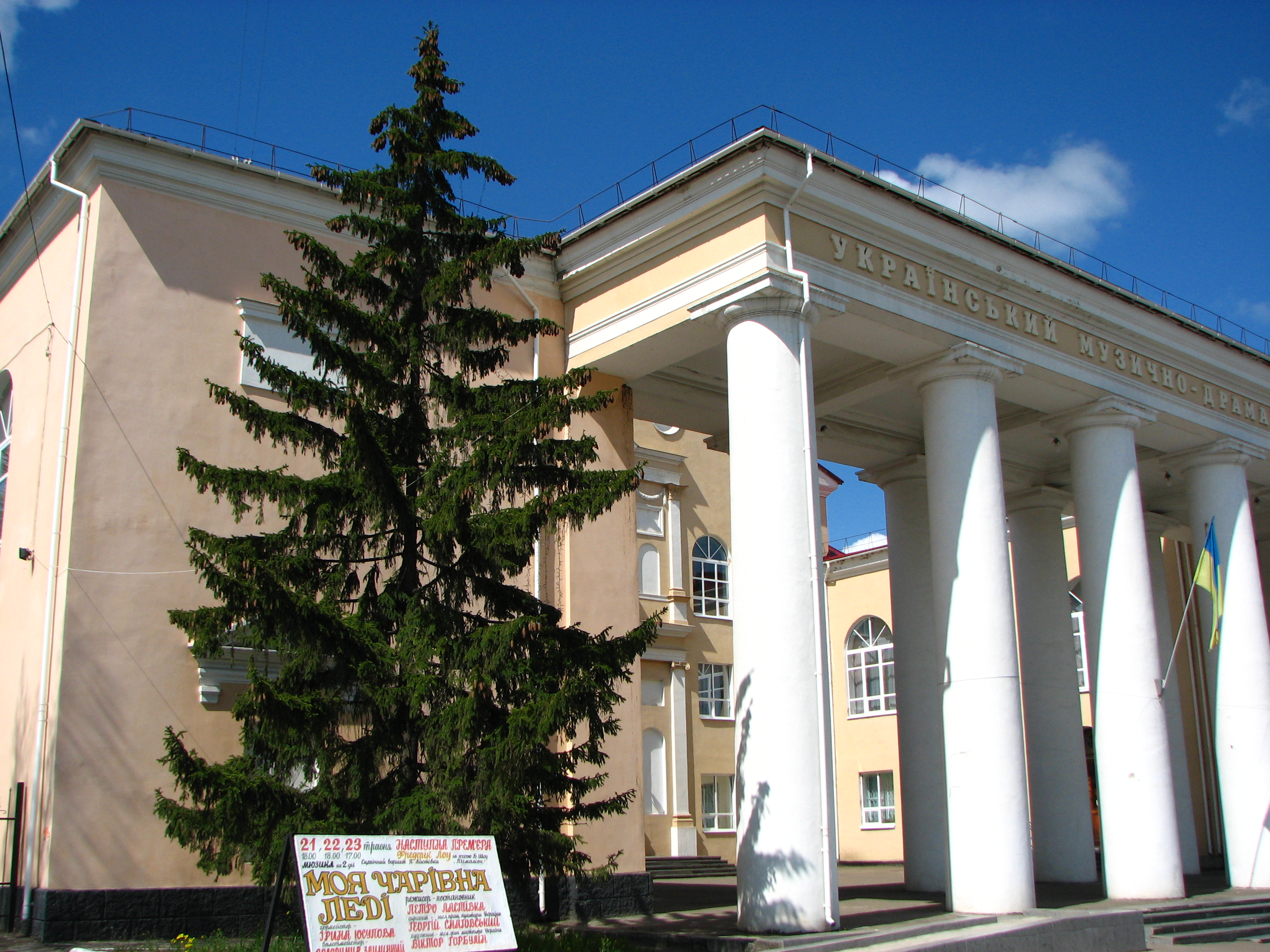
Луганський обласний академічний український музично-драматичний театр

### Луганськ
- Луганський академічний обласний російський драматичний театр
- Луганський академічний обласний театр ляльок

### Сєвєродонецьк
- Луганський обласний академічний український музично-драматичний театр

### Мілове
- Луганський обласний козачий кінний театр

## Львівська область

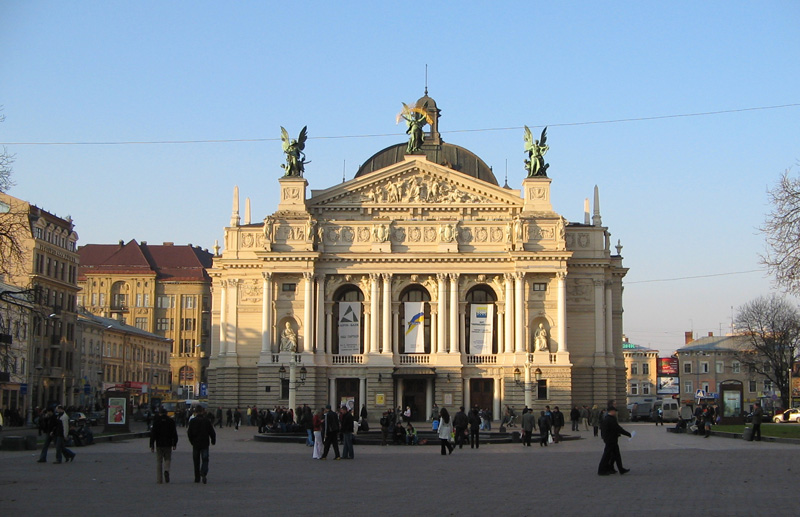
Львівський національний академічний театр опери та балету

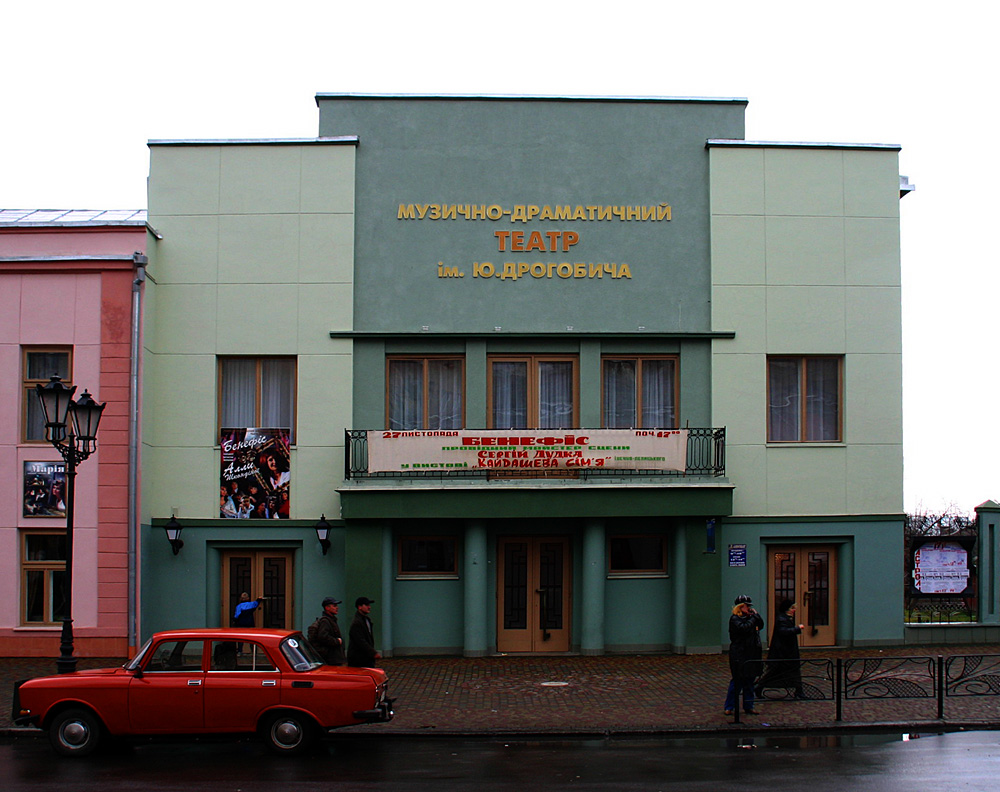
Львівський обласний академічний музично-драматичний театр імені Юрія Дрогобича

### Львів
Дивись основну статтю: Театри Львова.
- Львівський національний академічний театр опери та балету
- Національний академічний український драматичний театр імені Марії Заньковецької
- Львівський академічний драматичний театр імені Лесі Українки
- Львівський академічний театр ім. Леся Курбаса
- Львівський обласний театр ляльок
- Львівський академічний духовний театр «Воскресіння»
- Перший український театр для дітей та юнацтва
- Театр-студія «Під мостом»
- Театр-студія «Не журись»
- Театр-студія естрадних мініатюр «І люди, і ляльки»

### Дрогобич
- Львівський обласний академічний музично-драматичний театр імені Юрія Дрогобича

### Червоноград
- Червоноградський драматичний театр імені Лесі Українки
- Червоноградський зразковий театр-студія «Фантазія»
- Червоноградський зразковий дитячий театр «Казка»

## Миколаївська область

### Миколаїв
- Миколаївський національний академічний український театр драми і музичної комедії
- Миколаївський академічний художній драматичний театр
- Миколаївський академічний обласний театр ляльок

## Одеська область

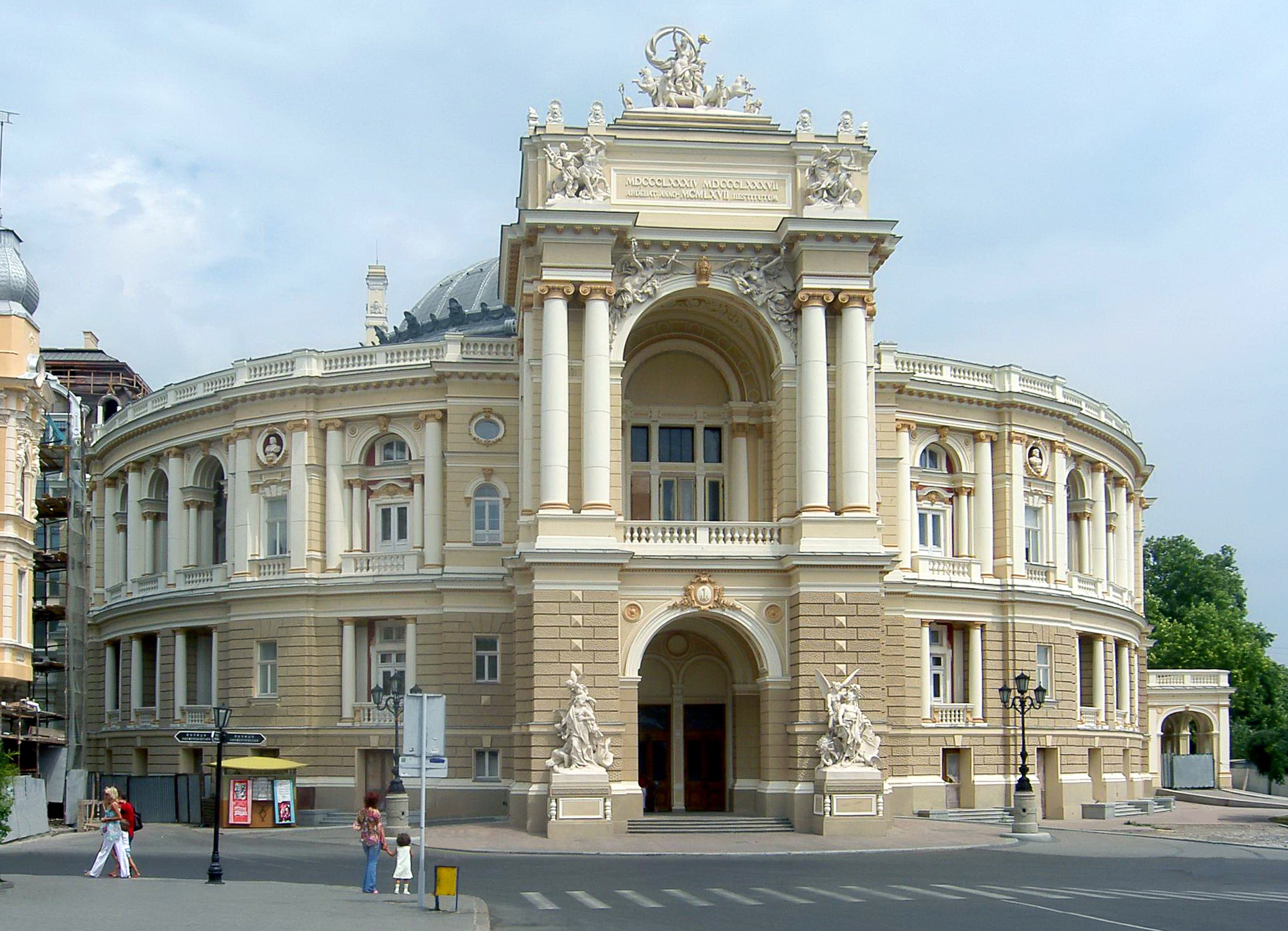
Одеський національний академічний театр опери та балету

### Одеса
- Одеський національний академічний театр опери та балету
- Одеський академічний український музично-драматичний театр імені В. Василька
- Одеський академічний театр музичної комедії імені М. Водяного
- Одеський обласний театр ляльок
- Одеський обласний академічний драматичний театр
- Одеський театр юного глядача імені Юрія Олеші
- Театр на Чайній

## Полтавська область

Полтавський академічний обласний український музично-драматичний театр імені М. В. Гоголя

### Полтава
- Полтавський академічний обласний український музично-драматичний театр імені М. В. Гоголя
- Полтавський обласний театр ляльок

## Рівненська область

### Рівне
- Рівненський обласний академічний український музично-драматичний театр
- Рівненський академічний обласний театр ляльок

## Сумська область

### Суми
- Сумський обласний театр драми та музичної комедії імені М. С. Щепкіна
- Сумський театр для дітей та юнацтва

## Тернопільська область

Тернопільський академічний обласний драматичний театр ім. Т. Г. Шевченка

### Тернопіль
- Тернопільський академічний обласний драматичний театр ім. Т. Г. Шевченка
- Тернопільський академічний обласний театр актора і ляльки

### м. Підгайці
- РБК Підгаєцький аматорський театр,

### м. Чортків
- Народний аматорський театр ім. П. Карабіневича Чортківського РБК ім. К. Рубчакової ,

### м. Копичинці
- Копичинецький народний театр імені Богдана Лепкого ,

### м. Кременець
- народний аматорський театр при районному будинку культури ,

### м. Бучач
- Народний аматорський театр Бучацького районного будинку культури ,

### с. Нове Село
- Народний аматорський театр будинку культури. Підгаєцького р-ну.

### м. Теребовля
- Народний аматорський театр мініатюр Теребовлянського вищого училища культури.,

### м. Шумськ
- Народний аматорський театр Шумського районного будинку культури.

### с. Голгочі
- Голгочанський Народний аматорський театральний колектив БК, Підгаєцького р-ну.

## Харківська область

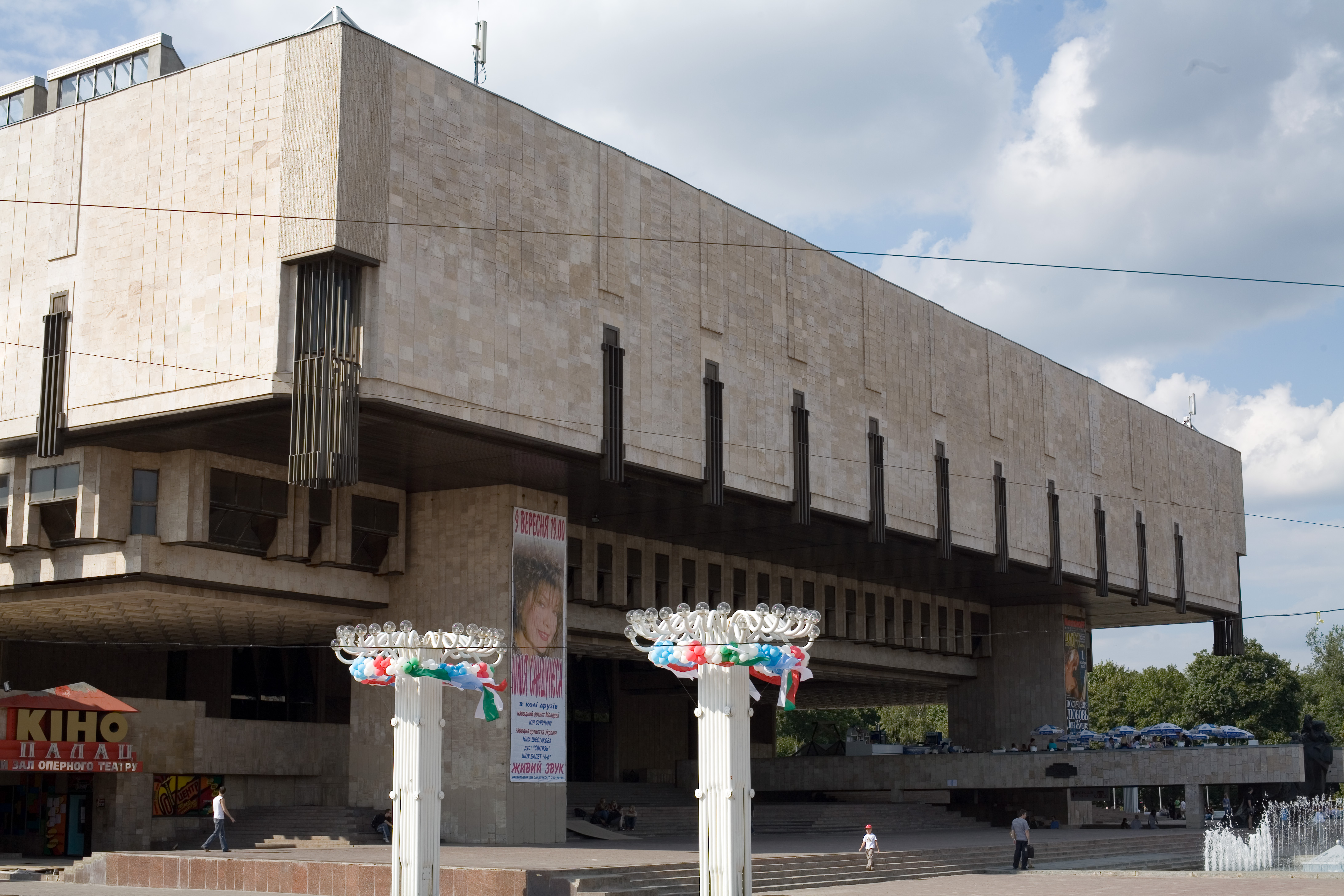
Харківський державний академічний театр опери та балету імені М. В. Лисенка

### Харків
- Харківський державний академічний театр опери та балету імені М. В. Лисенка
- Харківський український драматичний театр імені Тараса Шевченка
- Харківський академічний драматичний театр
- Харківський державний академічний театр ляльок імені В. А. Афанасьєва
- Харківський академічний театр музичної комедії
- Харківський театр для дітей та юнацтва
- Театр 19
- Харківський Театр "P.S."
- Театр Марії Коваленко
- Театр на Жуках
- Парі-Комік
- Новий театр (Харків)
- Публіцист (театр)
- Театр «Амадей»
- Театр «Апарте»
- Театр для людей
- Театр «Котелок»
- Театр «Може бути»
- Театр поезії та музики
- Театр французької комедії «Дель П'єро»
- Театр-студія «Ступені»
- Харківський молодіжний театр «Мадригал»

## Херсонська область

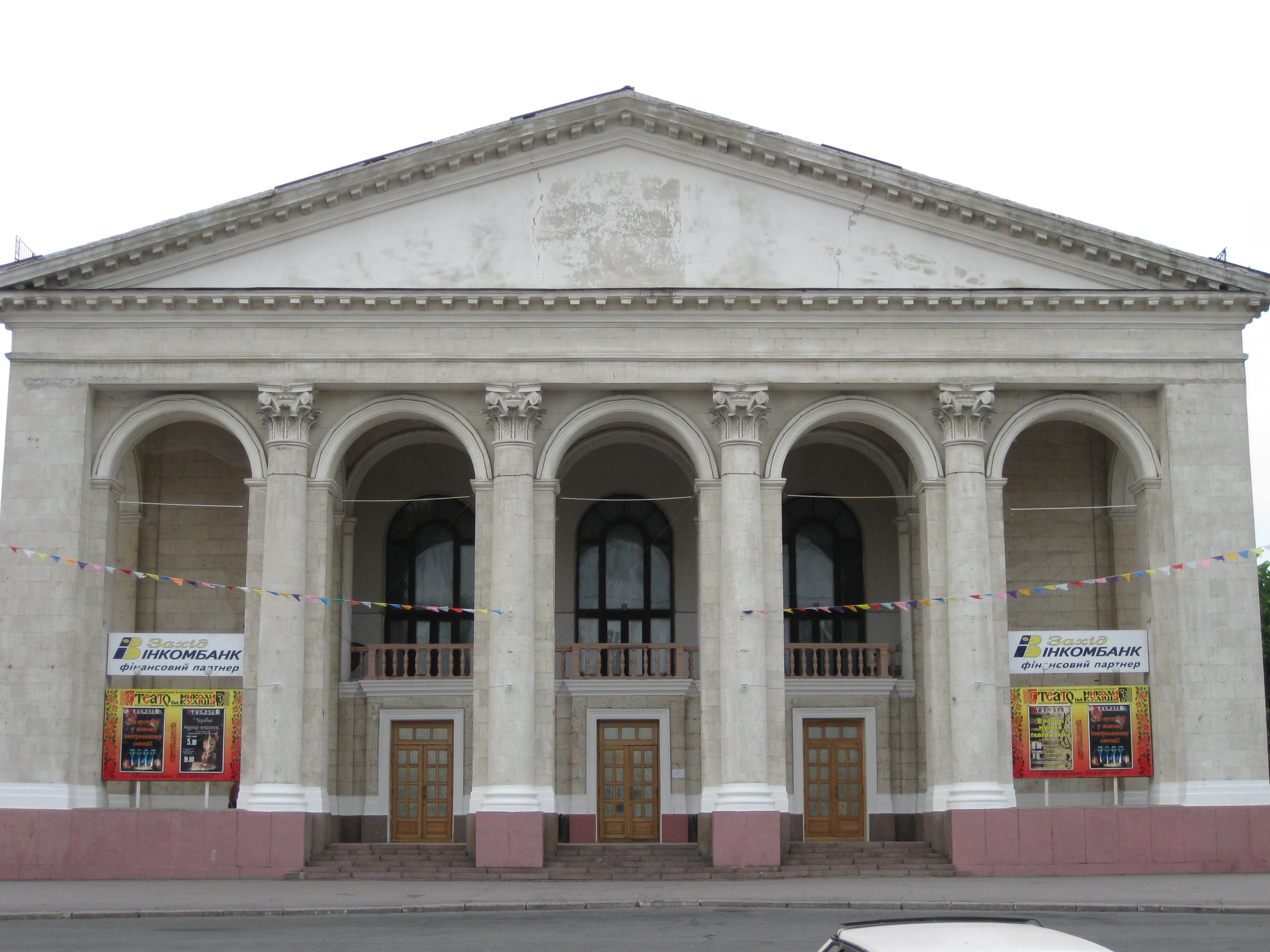
Херсонський обласний академічний музично-драматичний театр ім. М. Куліша

### Херсон
- Херсонський обласний академічний музично-драматичний театр ім. М. Куліша
- Херсонський обласний театр ляльок

## Хмельницька область

### Хмельницький
- Хмельницький обласний український музично-драматичний театр ім. Михайла Старицького
- Хмельницький академічний обласний театр ляльок
- Хмельницький монотеатр «Кут»

## Черкаська область

### Черкаси
- Черкаський академічний обласний український музично-драматичний театр імені Т.Г. Шевченка
- Черкаський обласний академічний ляльковий театр

## Чернівецька область

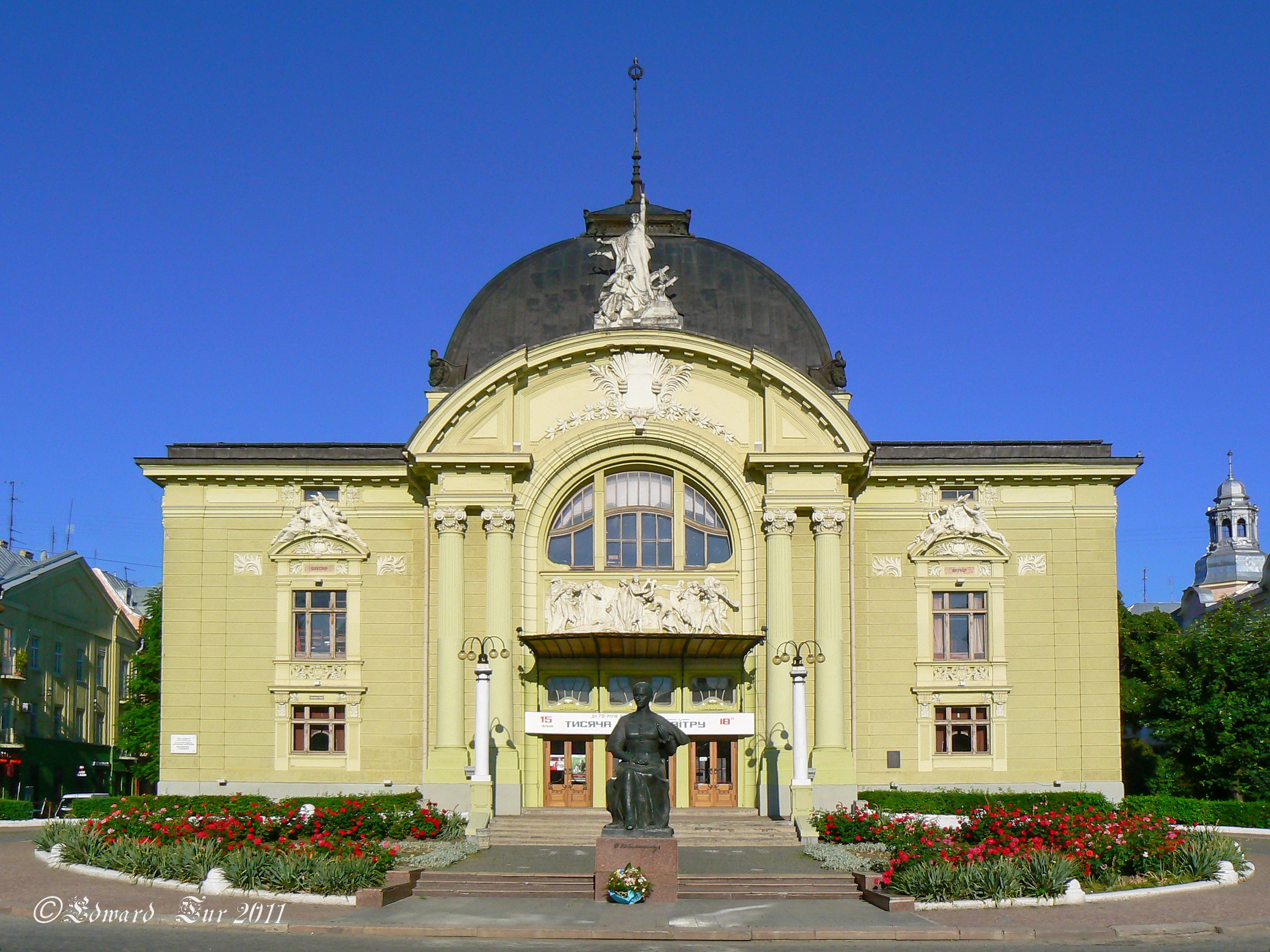
Чернівецький український музично-драматичний театр імені Ольги Кобилянської

### Чернівці
- Чернівецький академічний обласний український музично-драматичний театр імені Ольги Кобилянської
- Чернівецький обласний театр ляльок
- Народний драматичний театр ім.Г.Агеєва

## Чернігівська область

Чернігівський академічний український музично-драматичний театр ім. Т.Г. Шевченка

### Чернігів
- Чернігівський академічний український музично-драматичний театр ім. Т.Г. Шевченка
- Чернігівський театр ляльок ім. О. П. Довженка
- Чернігівський молодіжний театр

### Ніжин
- Ніжинський український драматичний театр імені М. Коцюбинського

## Вплив російсько-української війни
23 театри були зруйновані або пошкоджені станом на 25 квітня 2023 року згідно інформації Міністерства культури та інформаційної політики України. Загально найбільших втрат і збитків культурна інфраструктура отримала у Донецькій, Харківській, Херсонській, Київській, Миколаївській Луганській та Запорізькій областях.